# Stella Maris Córdoba
Stella Maris Córdoba (San Miguel de Tucumán, 5 de enero de 1964) es una abogada y política Argentina, Diputada Nacional por la Provincia de Tucumán entre 2001 y 2013.

## Biografía
Nació en el año 1964 en la Provincia de Tucumán, hija de una familia poco politizada. Cursó sus estudios primarios y secundarios en dicha provincia, gran parte de ellos, mientras en Argentina se llevaba adelante la dictadura militar. En propias palabras de Stella Maris fue en la secundaria donde sintió la necesidad de acercarse a la política y el peronismo, prohibido en aquel entonces. Finalmente en la universidad logró ese acercamiento. Al finalizar sus estudios como abogada, inició su actividad como militante del Partido Justicialista.

## Carrera política
En su carrera política ha ocupado diversos cargos destacándose como interventora y luego intendente del Municipio de Las Talitas, Tucumán, siendo la primera mujer en ejercer dicho cargo. Posteriormente fue Legisladora Provincial y Diputada Nacional junto con Roque Álvarez por Tucumán. En el año 1999 Stella Maris Córdoba es la primera funcionaria que decide acercarse al espacio político del entonces desconocido Néstor Kirchner. Stella Maris Córdoba es considerada la primera Kirchnerista de la Provincia. Desde esa fecha hasta la actualidad se encuentra alineada políticamente al mismo partido.
Dentro del Congreso Nacional integra las comisiones de Asuntos Constitucionales y Justicia, Derechos Humanos, Defensa del Consumidor, Juicio Político, Legislación General, Libertad de Expresión y Obras Públicas.
Entre sus proyectos se destaca el presentado bajo el número 1061-D-6 que logró la aprobación del plenario de la Cámara de Diputados en agosto de 2006, y en abril de 2008 se convertiría en la actual Ley de Defensa del Consumidor.
Córdoba es vicepresidente del Consejo de la Magistratura de la Nación, órgano que designa jueces federales.
Fue candidata a gobernadora en la Provincia de Tucumán en las elecciones que se disputaron el 28 de agosto de 2011, por la coalición partidaria Proyecto Popular, que apoyaba a la presidenta Cristina Fernández, pero estaba enfrentada al candidato oficial José Alperovich. Actualmente es Presidenta del Partido Proyecto Popular.[cita requerida]
En el año 2015 participó en la línea de Domingo Amaya en el armado electoral llamado "Acuerdo Para el Bicentenario" conformado por el PRO, la UCR y el peronismo disidente de Capital, espacio por el cual fue legisladora.[cita requerida]